# 新阳路 (哈尔滨)
新阳路是黑龙江省哈尔滨市道里区的一条马路。道路地势东北低西南高，地势最高点位于与康安路交界处。

## 历史
该地原名“偏脸子”。道路于1933年开始修建，通车后以时任满洲国执政溥仪的年号大同命名，故被命名为大同路，道路宽8米。1945年，改为现在名称。道路后经多次拓宽，形成现在规模，其中安道街至安发街段已成为哈尔滨内环路的一部分。

## 沿线设施
(自东北至西南)
- 哈尔滨市第57中学
- 哈尔滨市新阳路小学
- 哈尔滨市第18中学
- 哈尔滨市妇产医院
- 欧洲新城

新阳路教会（原基督复临安息日会教堂）是为新阳路上现存唯一的历史文物建筑。